# Myrmecia fucosa
Myrmecia fucosa är en myrart som beskrevs av Clark 1934. Myrmecia fucosa ingår i släktet bulldoggsmyror, och familjen myror. Inga underarter finns listade i Catalogue of Life.